# Ang Duong

Den franska expansionen i Indokina

Ang Duong (khmer: ព្រះបាទ អង្គ ឌួង), född 12 juni 1796 i Oudong, Kambodja, död 19 oktober 1860, var kung av Kambodja 1841-1860, son till kung Ang Eng. Ang Duong anses ha format den förenade moderna Kambodjanska staten.

## Biografi
Prins Ang Duong växte i den dåvarande kungliga kambodjanska huvudstaden Oudong som yngsta son till Ang Eng (Narayana III), kung av Kambodja 1779–1796, och en av dennes thailändska sidohustrur Rot eller Ros, som senare kallades drottning Vara. Redan i ung ålder uppvisade han talang som diktare och författare, och långt efter hans död användes hans texter i kambodjansk undervisning, särskilt de båda novellerna Kakey och Kangrey.
Kakey är en historia om en otrogen hustru, medan Kangrey handlar om den direkta motsatsen, en kvinna som fullständigt offrar sig för sin man. Dessa båda noveltitlar blev integrerade i det vanliga vardagspråket, och Kakey är idag en term för en otrohet, medan Kangrey representerar trohet.
Många av skrifterna skrevs i Thailand, där Auong Dong bodde från sexton års ålder till han var 43 år gammal, alltså i 27 år.
Ang Duongs äldre bror Ang Chan II blev kung vid faderns bortgång, och regerade Kambodja 1797–1834. Efter Ang Chang, regerade Ang Chans dotter Ang Mey 1834-1841.
1811 Invaderade Vietnameserna Kambodja varvid de båda bröderna flydde till Bangkok. Den thailändske kungen placerade 1835 Duong som guvernör över provinsen Siem Reap som kontrollerats av Thailand sedan 1794. Vietnameserna lär ha tre år senare ha försökt att muta honom, och erbjudit honom Kambodjas tron mot viss motprestation, men Thailändarna fick reda på den begynnande intrigen och förde Ang Duong till Bangkok, där han tvingades svära en trohetsed inför kungen Rama III.
1841 återvände Aung Duong med en mäktig thailändsk arme, för att driva ut vietnameserna ur landet, och när vietnameserna återtågat, så valdes Aung Duong till Kambodjas kung 1841, och han kröntes den 7 mars 1848 i huvudstaden Oduong.
Men under Aung Duongs regeringstid stod Kambodja hela tiden inför risken att ätas upp från två håll, av Vietnam och Siam, varför kung Duong vände sig till Frankrikes kung Napoleon III, med en förfrågan om skydd, något som fransmännen gärna biföll, inför möjligheten att utnyttja situationen till sin fördel, genom att inlemma Kambodja med sina andra asiatiska besittningar, något som varit omöjligt när Kambodja kontrollerades från Thailand.
Detta protektorat kom emellertid att realiseras först tre år efter Aung Duongs död 1860.
Duong efterlämnade 18 legitima barn, 11 söner och 7 döttrar.
Efter kung Ang Duongs död kom Kambodja att regeras av hans båda söner, först av Norodom 1860-1904, och sedan av Sisowath 1904-1927.